# Palermo Museum
Il Palermo Museum è un museo storico-sportivo dedicato alla storia della società calcistica italiana Palermo Football Club.

## Storia
Un luogo che raccontasse la storia del club rosanero era parte del progetto di sviluppo del marketing e identità della nuova società costituita nel 2019. Istituito il 1º novembre 2020, giorno del 120º anniversario della nascita del Palermo calcio, il museo allestito all'interno dello stadio Renzo Barbera racconta il percorso ultracentenario del club e l'evoluzione di un'intera città attorno alla propria fede calcistica. Il progetto è stato coordinato dal giornalista e storico Giovanni Tarantino, attualmente Museum manager del Palermo Fc, e curato sul piano infrastrutturale dallo studio Mazzarella.

## Descrizione

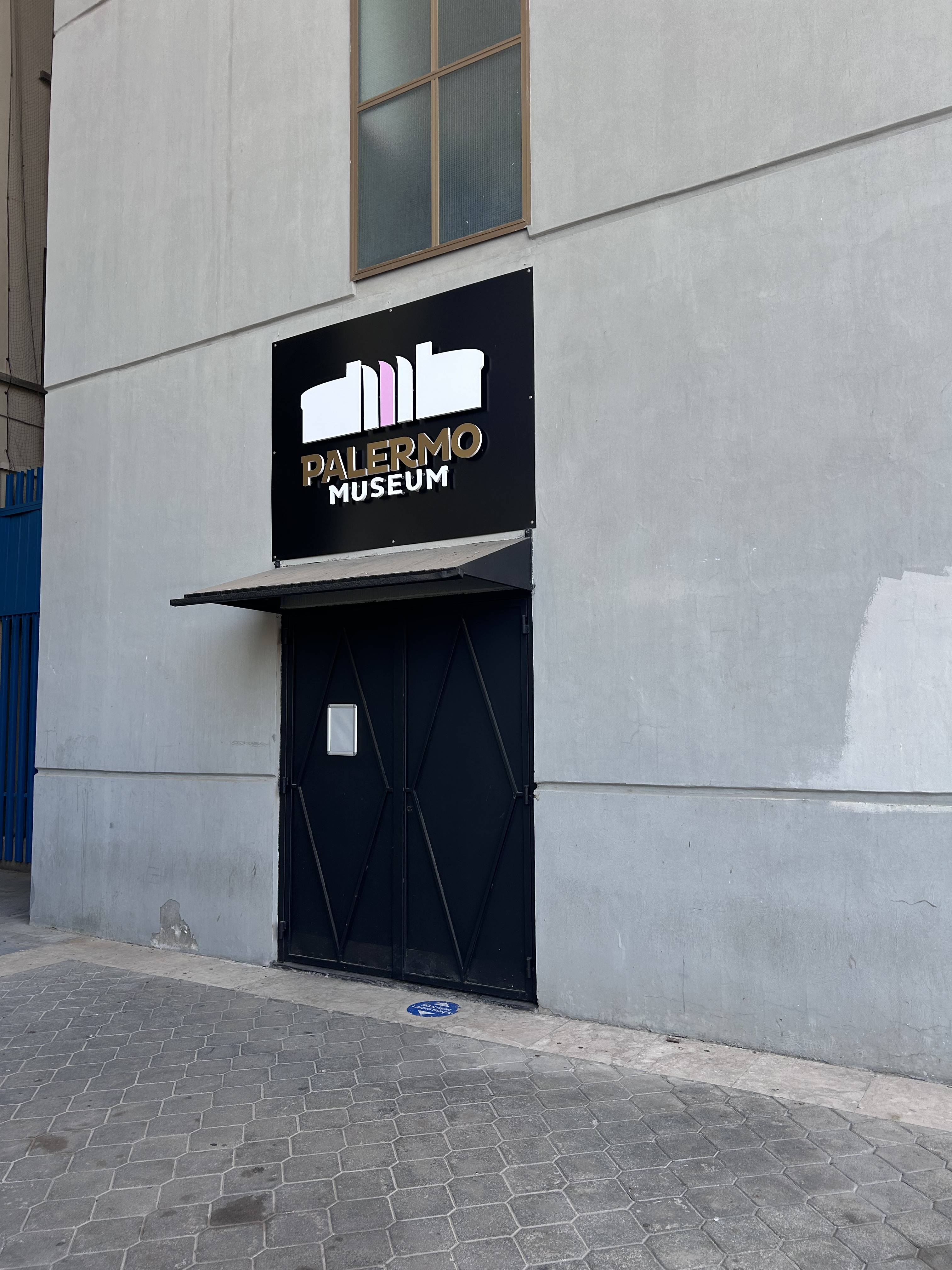
L'entrata del museo.

Il museo ospita la collezione delle maglie storiche dei calciatori, la cronistoria del club e un plastico in scala dello stadio Renzo Barbera, il gioco da tavolo (subbuteo) con le miniature dei calciatori che indossano le maglie d'epoca. Offre un'esperienza con visori di realtà virtuale, photobooth in digitale e aree multimediali. In collaborazione con l'assessore ai beni culturali e dell’identità siciliana è stata realizzata anche una mostra sui campi di Sicilia. La galleria ospita anche una tavola con l'evoluzione storica della maglia del club realizzata dall’artista Carlo CUT Cazzaniga, un'area dedicata all'Hall of fame di 11 calciatori e un allenatore più simbolico selezionato attraverso un sondaggio dai tifosi e la coppa Italia di serie C vinta nella stagione 1992-93.

### Hall of fame
Allenatore e calciatori più rappresentativi della storia rosanero votati dai tifosi.
- 1  Stefano Sorrentino
- 2  Federico Balzaretti
- 3  Andrea Barzagli
- 4  Fabio Grosso
- 5  Eugenio Corini
- 6  Josip Iličić
- 7  Javier Pastore
- 8  Lamberto Zauli
- 9  Paulo Dybala
- 10  Fabrizio Miccoli
- 11  Luca Toni

Allenatore:
- 1  Francesco Guidolin